# Petrus Spoelstra
Petrus Spoelstra (Sneek, 26 maart 1865 – aldaar, 10 september 1942) was een Friese edelsmid (keurmerk PS).

## Leven en werk
Hij was zoon van Thomas Spoelstra en Anna Molenaar. Hij was getrouwd met Catharina Anna Jorritsma. Hij woonde en werkte in Sneek, gemeente Watergraafsmeer, Leeuwarden (Huizum), Groningen en Epe.
Blijkens een nota uit 1937 aan de RK Kerk te Joure afficheerde Spoelstra zich als ‘graveur ciseleur fabrikant van zilverwerken’. Hij richtte zich vooral op kerkelijk smeedwerk. Daarnaast maakte hij ook profane stukken. Hij werkte in hoofdzaak met zilver en verguld zilver. Een enkele maal maakte hij ook koperwerk. Hij liet zich aanvankelijk inspireren door de gotische, middeleeuwse smeedkunst. In zijn later werk kan men een modernere stijl ontwaren. Enkele werken van hem bevinden zich in het Fries Scheepvaart Museum.
Het Katholiek Documentatie Centrum (KDC) in Nijmegen beheert 26 ontwerptekeningen van cibories, kandelaars, monstransen en diverse ornamenten https://www.ru.nl/kdc.

## Publicatie
- Molen, Johan R. ter, e.a., Fries Goud en Zilver, Gorredijk, 2014